# Gonionemus agassizii
Gonionemus agassizii är en nässeldjursart som beskrevs av Murbach och Carol Ann Shearer 1902. Gonionemus agassizii ingår i släktet Gonionemus och familjen Olindiasidae. Inga underarter finns listade i Catalogue of Life.